# Серафима (Моргачёва)
Серафима Сезёновская (в миру Евфимия Моргачёва; 1806—1877) — преподобная Русской православной церкви; игуменья Лебедянского Сезеновского монастыря Тамбовской епархии РПЦ.

## Биография
Евфимия Моргачёва родилась 14 сентября 1806 года в селе Нижний Лом Раненбургского уезда Рязанской губернии в семье крестьянина.
В 1825 году, когда её родные переселились в Самарскую губернию, Евфимия осталась в родном селе и жила уединенно до 1839 года, когда отправилась со сборною книгою на устройство храма в селе Сезёнове и в течение 14 лет собирала деньги. Сборы были громадны, постройка храма шла успешно, иконостас был написан лучшими художниками, — и все это благодаря стараниям Евфимии.

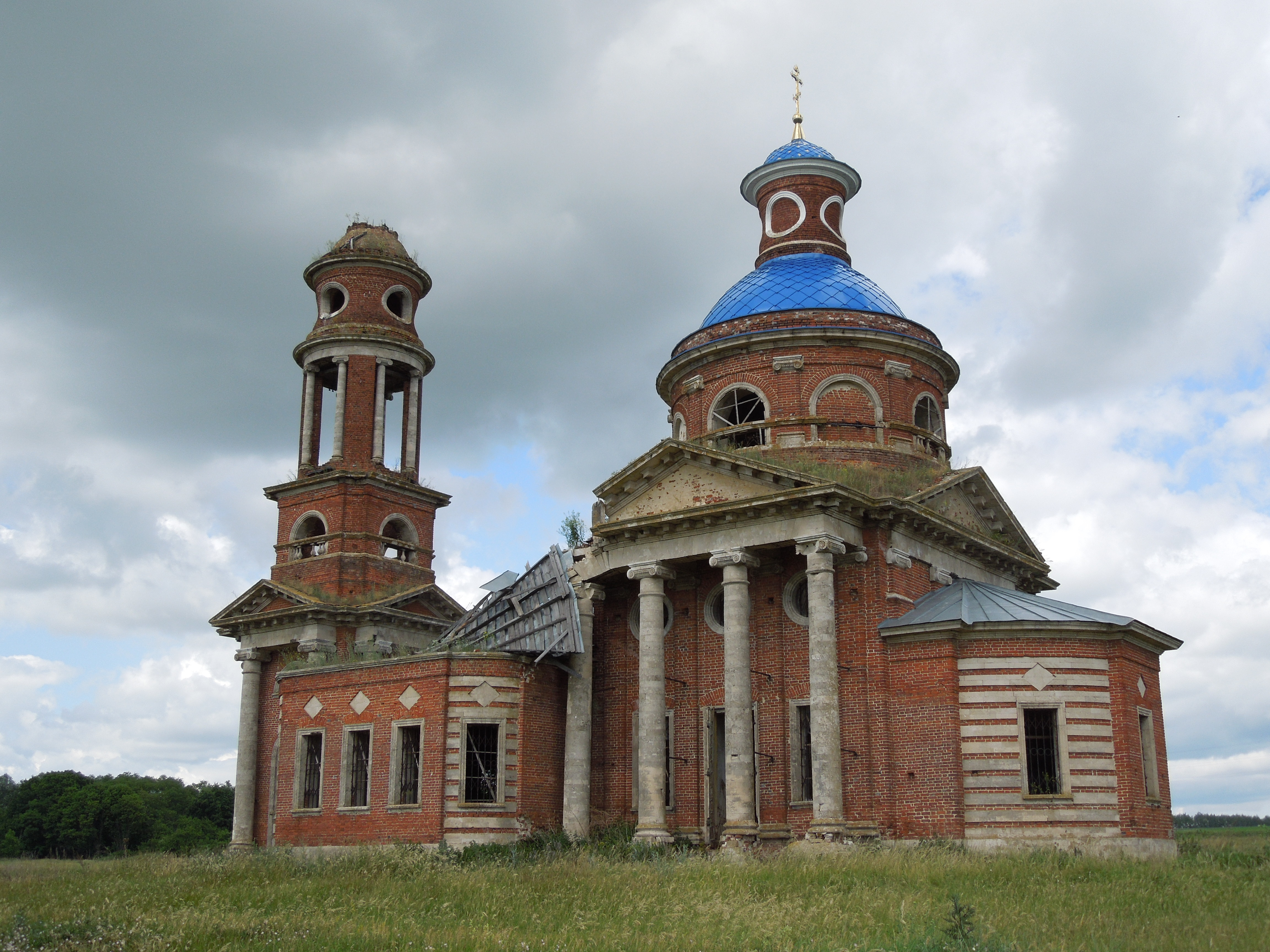
Сезёновский монастырь

В 1849 году была учреждена Иоанно-Сезёновская женская община, а в 1853 году она была обращена в женский монастырь и начальницей монастыря была назначена Евфимия, так много потрудившаяся по устройству его. 20 декабря 1853 года она приняла пострижение в монашество с именем Серафимы, а 22 ноября 1855 года утверждена игуменьею. Три великолепных храма обители, шесть огромных корпусов и более пятидесяти одноэтажных, приобретение более 700 десятин земли, устройство всевозможных угодий монастыря, — все это красноречивые свидетели и памятники неутомимой 38-летней деятельности игуменьи Серафимы на пользу Иоанно-Сезеновского женского монастыря в качестве сборщицы на строение храма и настоятельницы.
Преподобная скончалась 13 февраля 1877 года, приняв схиму с именем Евфимии за 15 минут до смерти.
Память Святой Серафимы отмечается в день ее смерти, а также в Соборах Воронежских, Липецких, Рязанских и Тамбовских святых.